# ثعلبية
الثعلبية أو ذنب الثعلب جنس نباتي عشبي ينتمي للفصيلة النجيلية. يضم هذا الجنس 25-35 نوعاً من الحشائش الحولية أو المعمرة. اسمه العلمي (باللاتينية: Alopecurus).
تعتبر العديد من أنواع الثعلبية حشائش وبعضها يستخدم كنباتات زينة.

## من أنواعهاالواطنةفيالوطن العربي
- الثعلبية البصيلية (باللاتينية: Alopecurus bulbosus) في المغرب العربي وغرب حوض البحر الأبيض المتوسط
- ثعلبية جيرار (باللاتينية: Alopecurus gerardii)
- الثعلبية الرفيعة (باللاتينية: Alopecurus myosuroides)
- الثعلبية الغمدية (باللاتينية: Alopecurus vaginata)
- الثعلبية الفأرية (باللاتينية: Alopecurus utriculatus)
- الثعلبية القصبية (باللاتينية: Alopecurus arundinaceus) في بلاد الشام والمغرب العربي وأوروبا
- الثعلبية النسيجية (باللاتينية: Alopecurus textilis)

## من أنواعها غير الموجودة في الوطن العربي

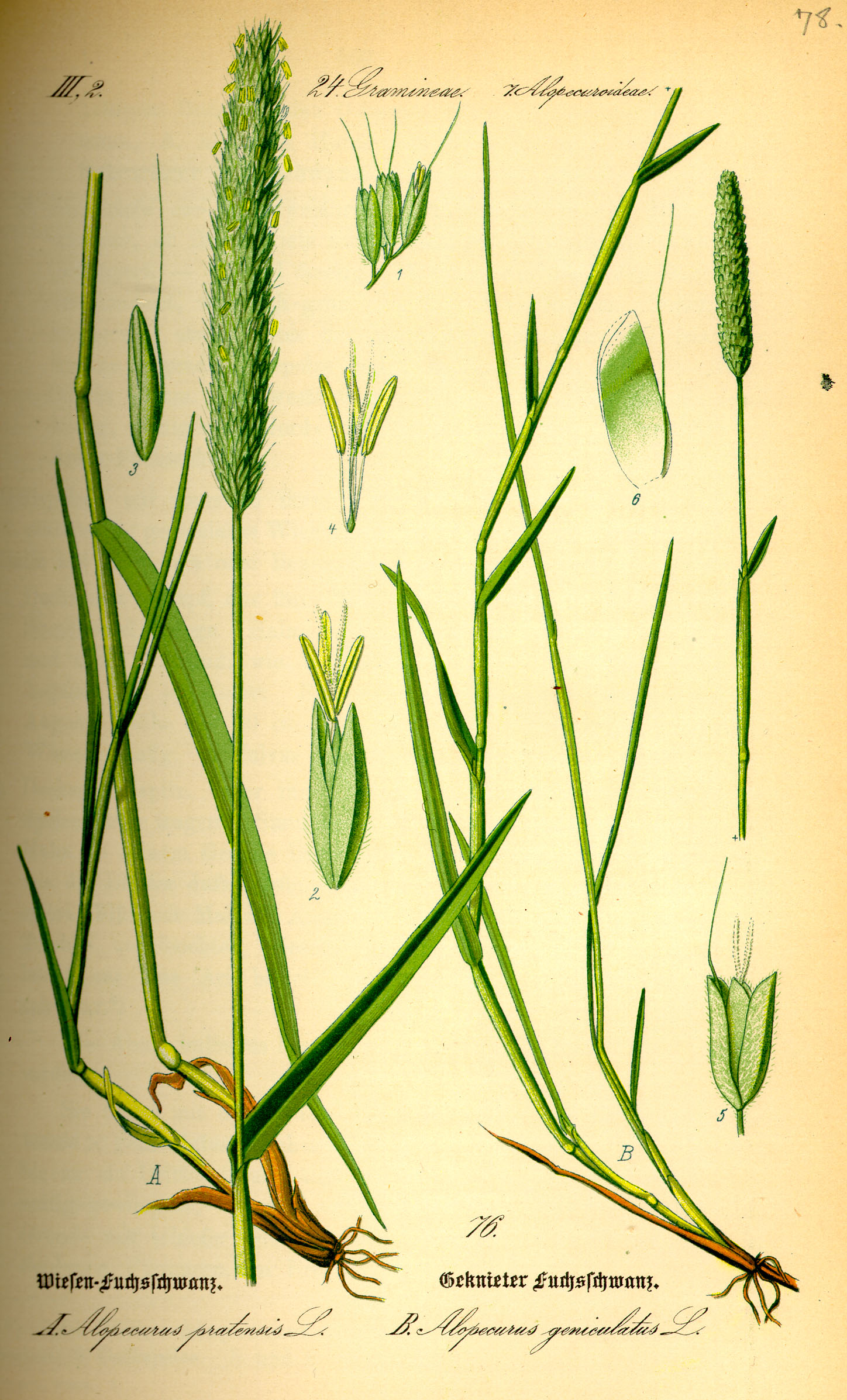
رسم توضيحي لنبات ثعلبية المروج

- الثعلبية البرتقالية (باللاتينية: Alopecurus equalis)
- الثعلبية الركبية (باللاتينية: Alopecurus geniculatus)
- ثعلبية رندل (باللاتينية: Alopecurus rendlei)
- الثعلبية الصوفية (باللاتينية: Alopecurus lanatus)
- ثعلبية كارولينا (باللاتينية: Alopecurus carolinianus)
- ثعلبية الحقول (باللاتينية: Alopecurus creticus)
- الثعلبية الماجلانية (باللاتينية: Alopecurus magellanicus)
- ثعلبية المروج (باللاتينية: Alopecurus pratensis)
- الثعلبية اليابانية (باللاتينية: Alopecurus japonicus)